# Dizy-le-Gros
Dizy-le-Gros ist eine französische Gemeinde mit 722 Einwohnern (Stand 1. Januar 2022) im Département Aisne in der Region Hauts-de-France (vor 2016 Picardie). Sie gehört zum Arrondissement Vervins, zum Kanton Vervins und zum Gemeindeverband Portes de la Thiérache.

## Lage
Die Gemeinde Dizy-le-Gros liegt am Nordwestrand der Trockenen Champagne, 32 Kilometer nordwestlich von Rethel und 34 Kilometer ostnordöstlich von Laon an der Grenze zum Département Ardennes. Nachbargemeinden von Dizy-le-Gros sind Lislet im Norden, Montloué im Nordosten, Le Thuel im Osten, Sévigny-Waleppe im Südosten, Nizy-le-Comte im Süden, Lappion im Südwesten, Boncourt im Westen sowie La Ville-aux-Bois-lès-Dizy im Nordwesten.

## Geschichte
Die Gemeinde wurde am 1. Januar 2017 durch Erlass der Präfektur aus dem Arrondissement Laon in das Arrondissement Vervins eingegliedert.

### Bevölkerungsentwicklung
| Jahr                       | 1962 | 1968 | 1975 | 1982 | 1990 | 1999 | 2006 | 2014 | 2021 |
| Einwohner                  | 1057 | 1032 | 854  | 829  | 762  | 755  | 764  | 760  | 726  |
| Quellen: Cassini und INSEE |      |      |      |      |      |      |      |      |      |

## Sehenswürdigkeiten
- Kirche der Geburt der Heiligen Jungfrau (Église de la Nativité-de-la-Sainte-Vierge)

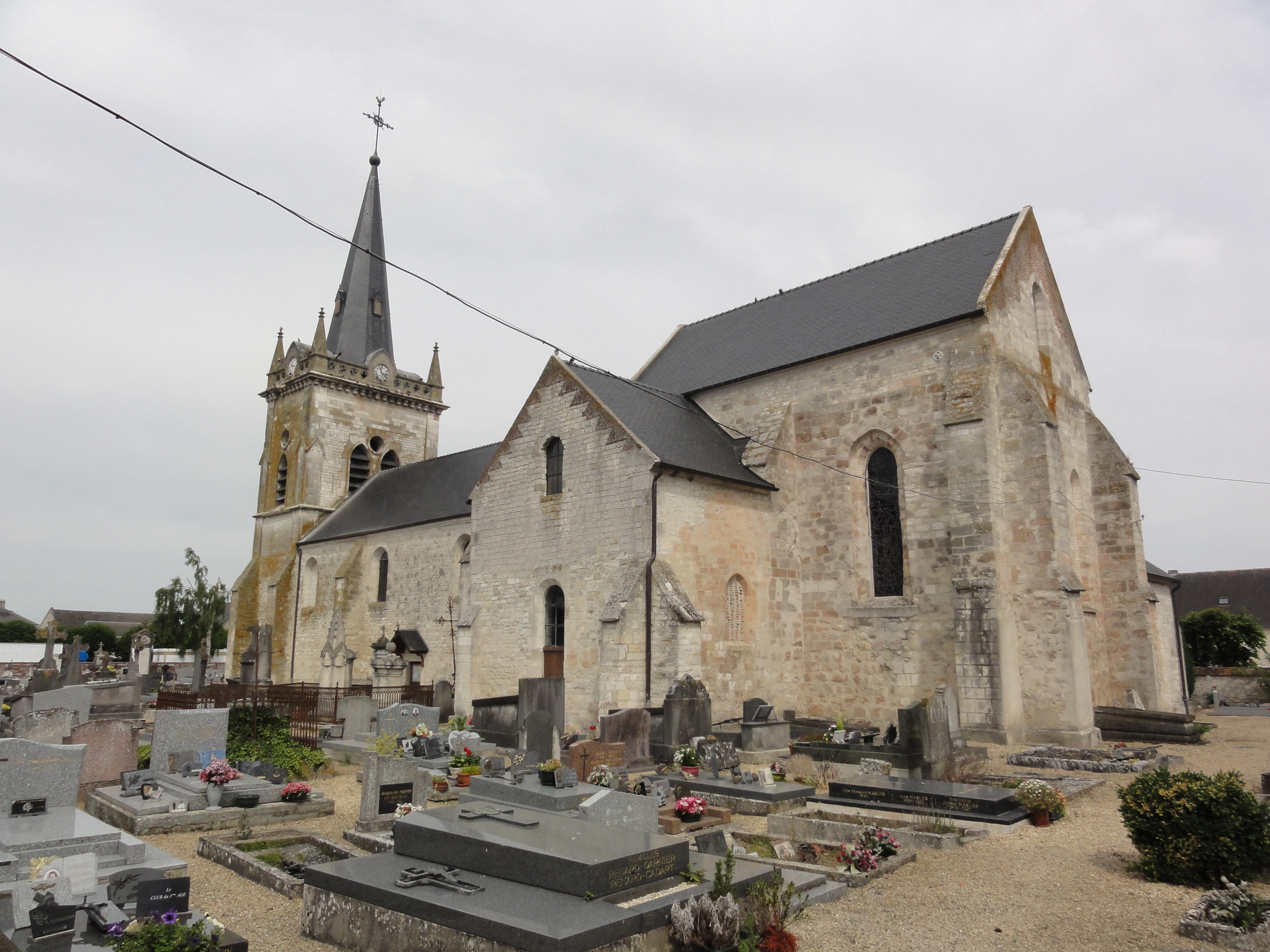
Kirche der Geburt der Heiligen Jungfrau